# FC London
El FC London es un equipo de fútbol de Canadá que juega en la League1 Ontario, la tercera división de fútbol del país.

## Historia
Fue fundado en el año 2008 en la ciudad de London, uniéndose un año después a la USL Premier Development League, jugando su primer partido el 29 de mayo de ese año ante el Cleveland Internationals, con triunfo para el London de 2-1, partido en el que Kevin Zimmermann anotó el primer gol en la historia del club.
Cuentan con un título de la USL Premier Development League en el año 2012, así como un título de conferencia. Para el año 2013 firmaron un contrato de afiliación con el Toronto FC.

## Palmarés
- USL Premier Development League: 1

2012
- Conferencia de los Grandes Lagos: 1

2013

## Estadios
- TD Waterhouse Stadium; London (2009–2010)
- London Portuguese Club Field; London 2 partidos (2009–2010)
- London Marconi Soccer Club Field; London 4 partidos (2009–2011)
- German-Canadian Club of London Field; London (2009–)

## Entrenadores
- Martin Painter (2009-)